# Brug 1043

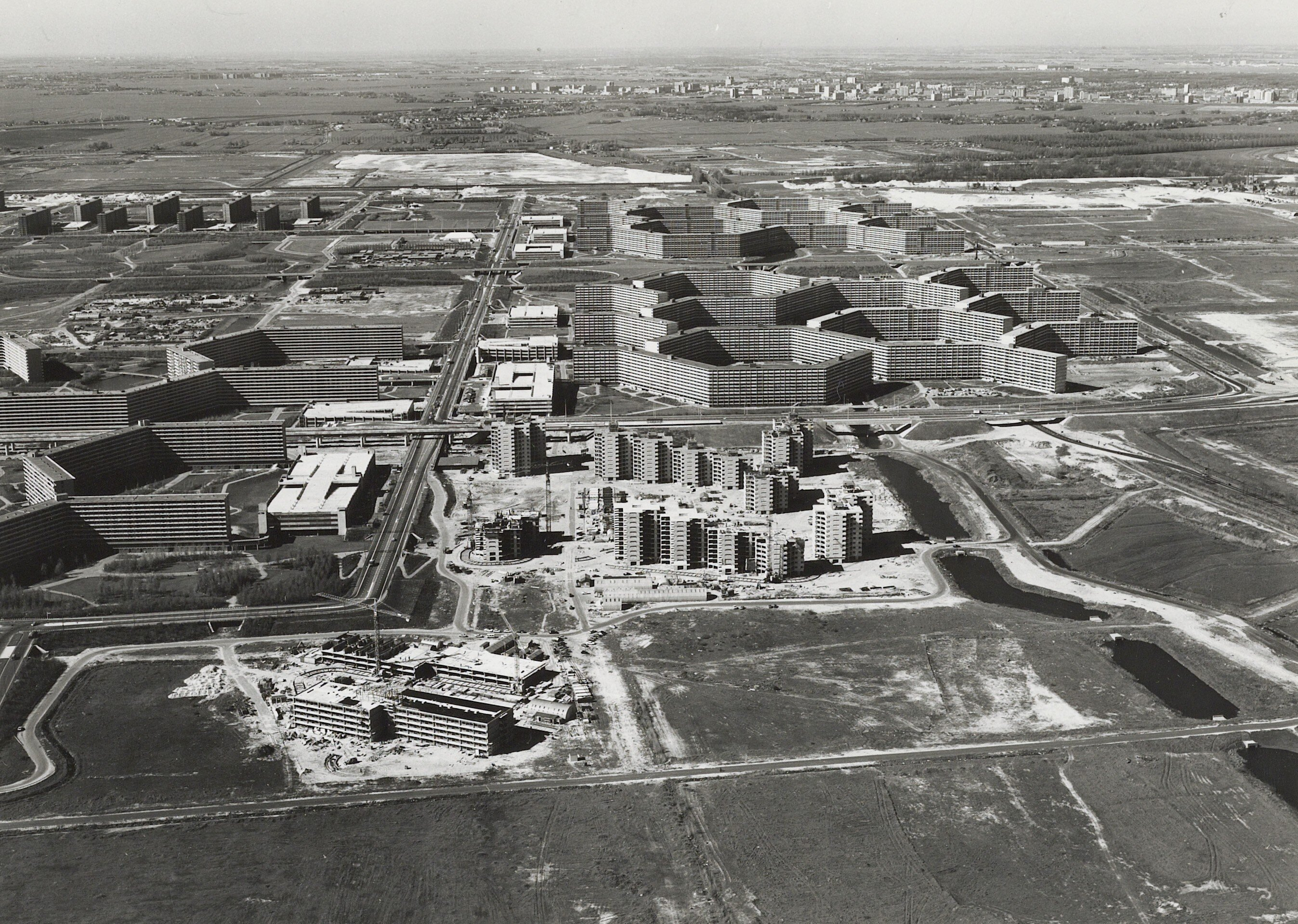
Bijlmerdreef in het midden van onder naar boven met brug 1043 tussen torenflats en honingraatflats (1974)

Brug 1043 was een bouwkundig kunstwerk in Amsterdam-Zuidoost.
Ze maakte vanaf 1966 deel uit van de infrastructuur van deze toen nog toekomstige woonwijk. In de woonwijk werd een systeem van gescheiden verkeersstromen geïntegreerd. Snelverkeer werd afgewikkeld via dreven op een dijklichaam, langzaam verkeer werd afgewikkeld op straten en paden op maaiveld niveau. Om dit te kunnen realiseren was een groot pakket aan bruggen en viaducten nodig. Deze werden voor het merendeel ontworpen door architect Dirk Sterenberg voor of in samenwerking met de Dienst der Publieke Werken. Sterenberg ontwierp daarbij viaducten en bruggen in allerlei maten. Brug 1043 werd gebouwd toen de Bijlmerdreef richting oosten werd doorgetrokken en aansluiting kreeg op de 's-Gravendijkdreef, maar nog geen verkeer had. Het viaduct werd over het Gaasperparkpad gelegd, zodat voor voetgangers en fietsers een verbinding verkregen werd tussen de torenflats Groenhoven en Gouden Leeuw aan de noordkant en honingraatflats Grunder en Koningshoef aan de zuidkant.
De viaducten van Sterenberg zijn te herkennen aan de afgeronde randplaten, de standaard leuningen, de betegeling van de taluds en betonblokken op het wegdek, zo ook hier. Het werd een van de langere viaducten met een overspanning van circa 36 meter; een ondersteuning door brugpijlers was nodig. Ook deze pijlers dragen kenmerken van Sterenbergswerk; ze hebben een specifieke vorm. Opmerkelijk is dat kunstwerken in de Bijlmerdreef meest aansluitende brugnummers kregen, deze lag als enige in de 1040-serie in die dreef.
Bij nieuw inzicht in de jaren negentig zag de Gemeente Amsterdam liever dat het oostelijke stuk van de Bijlmerdreef vanaf de Gooiseweg geen weg voor snelverkeer meer bleef, maar een brede stadsstraat met middenberm. Het dijklichaam werd afgegraven en kruisingen werden daarbij gelegd op maaiveldniveau. Flat Grunder werd afgebroken en er kwam een nieuwbouwwijk met een sterk afwijkende plattegrond. Het Gaasperparkpad werd erdoor onderbroken, deze blokkering maakte brug 1043 overbodig; de kruising verdween.
<<< · 1000 · 1001 · 1002 · 1003 · 1004 · 1005 · 1006 · 1007 · 1008 · 1009 · 1010 · 1011 · 1012 · 1013 · 1014 · 1018 · 1028 · 1029 · 1030 · 1032 · 1033 · 1034 · 1035 · 1036 · 1037 · 1038 · 1039 · 1040 · 1041 · 1044 · 1045 · 1046 · 1048 · 1049 · 1050 · 1051 · 1062 · 1063 · 1064 · 1065 · 1066 · 1067 · 1076 · 1077 · 1078 · 1083 · 1090 · 1092 · 1093 · 1094 · 1095 · 1096 · 1097 · 1098 · 1099 · >>>
Brugnummers  1015, 1016, 1017, 1019, 1020, 1021, 1022, 1023, 1024, 1025, 1026, 1027, 1031, 1042, 1043, 1047, 1052/1053 (niet gebouwd), 1054, 1055, 1056, 1057, 1058, 1059, 1060, 1061, 1068, 1069-1075, 1079, 1080, 1081, 1082, 1084-1088, 1089 en 1091 (onbekend) zijn niet meer vergeven. De meesten daarvan zijn gesloopt in verband met sanering Zuidoost. Alle bruggen lagen en liggen in Zuidoost behalve bruggen 1000 en 1002.